# Cao Yanhua
Cao Yanhua (1 december 1962) is een Chinees tafeltennisster. Tijdens haar internationale loopbaan werd ze in 1983 en 1985 wereldkampioene enkelspel, in 1981 samen met Zhang Deying wereldkampioene vrouwen dubbelspel en won ze in 1985 de wereldtitel gemengd dubbel aan de zijde van Cai Zhenhua. Yanhua werd in 2001 opgenomen in de ITTF Hall of Fame.

## Loopbaan

### Internationaal
Yanhua won niet alleen mondiale titels op evenementen voor individuele spelers, maar was in 1979, 1981 en 1983 tevens lid van het Chinese team dat drie keer achter elkaar de wereldtitel voor landenteams pakte. Twee keer sloot Yanhua een WK-finale af als verliezend finaliste, in beide gevallen tegen landgenotes. In de eindstrijd om de enkelspeltitel van 1981 moest ze zich in Novi Sad gewonnen geven tegen Tong Ling. De finale om het mondiale kampioenschap voor vrouwendubbels in 1985 verloor Yanhua in Göteborg samen met Ni Xia Lian van het duo Dai Lili/Geng Lijuan.
Van diezelfde Geng Lijuan won ze dat jaar in de finale wel haar tweede enkelspeltitel, nadat ze twee jaar eerder de Zuid-Koreaanse Young Ja Yang in de eindstrijd in Tokio versloeg voor haar eerste. De score tegen Tong Ling bleef in 1981 in balans doordat Yanhua haar en partner Pu Qijuan wel versloeg in de eindstrijd van het damesdubbelspel. De enige wereldtitel die Yanhua nog miste, werd in 1985 alsnog de hare toen ze met Cai Zhenhua wereldkampioen gemengd dubbel werd. Het Tsjechoslowaakse duo Jindřich Panský/Marie Hrachová moest zich door toedoen van de Chinezen tevreden stellen met zilver.
Naast mondiale overwinningen, sleepte Yanhua een aanzienlijk aantal titels binnen op de internationale kampioenschappen in haar eigen werelddeel. Haar hoogtepunt beleefde ze in 1982, toen ze op de Aziatische Spelen in New Delhi kampioen werd in zowel het enkelspel, dubbelspel, gemengd dubbel als met de Chinese ploeg in de landenstrijd. Dat jaar verlengde Yanhua in Jakarta tevens haar enkelspeltitel (uit 1978) op het Aziatisch kampioenschap en greep ze op hetzelfde toernooi haar eerste titel in het vrouwendubbel.

### Post-internationaal
Yanhua is getrouwd met tafeltennisser Shi Zhihao, die in 1981 wereldkampioen werd met de Chinese mannenploeg. Samen met hem vertrok ze in 1985 naar Japan. Een jaar later stopte ze met internationale toernooien en ging ze studeren aan de Universiteit van Shanghai.

Yanhua verhuisde in 1987 naar Duitsland om er vervolgens vijf jaar voor VSC 1862 Donauwörth te spelen in de Bundesliga. De Chinese stapte in 1992 over naar SG Marßel Bremen.